# Juan Bautista Agüero
Juan Bautista Agüero Sánchez (Caacupé, Departamento de Cordillera, Paraguay; 24 de junio de 1935-27 de diciembre de 2018) fue un futbolista paraguayo que se desempeñaba como extremo. Integró la selección paraguaya de fútbol que disputó la Copa Mundial de la FIFA de 1958 celebrada en Suecia donde marcó dos goles.

## Trayectoria
Agüero inició su carrera futbolística en el Club 20 de Julio de Cabañas a la edad de 15 años. Luego de dos temporadas fue transferido al Club 8 de Diciembre de Caacupé.
En 1954, con 19 años, Agüero fue transferido  al Club Olimpia de Asunción de la Primera División del fútbol paraguayo. Ese mismo año es convocado a la selección juvenil que iba a competir en la primera edición del Campeonato Sudamericano Juvenil, denominado actualmente Juventud de América. En 1956, Mbatí Agüero se consagra campeón del fútbol paraguayo con el Olimpia, logro que repetiría en 1957 y 1958, años en los cuales también se consagró como máximo goleador del fútbol paraguayo.
La mejor etapa de su carrera fue cuando fue fichado por el Real Madrid C. F. en los años 1965-1966, con el cual se consagró Campeón de la Liga de Campeones de Europa (UEFA Champions League) siendo  uno de los destacados del equipo.

## Clubes
| Club              | País     | Año       |
| ----------------- | -------- | --------- |
| Olimpia           | Paraguay | 1954-1958 |
| Sevilla           | España   | 1958-1965 |
| Real Madrid       | España   | 1965-1966 |
| Granada           | España   | 1966-1968 |
| Deportivo Pereira | Colombia | 1970      |

## Selección nacional
El año 1958 fue inolvidable para Agüero, pues además de coronarse campeón con su club y ser el máximo artillero de ese año, de nuevo fue convocado a la selección paraguaya para disputar las eliminatorias para la copa mundial de ese año. Disputó los 4 partidos de las eliminatorias y marcó dos goles, ayudando de esa manera a dejar atrás a las selecciones de Colombia y Uruguay.
Ya en el mundial de Suecia, Agüero marcó un gol en la victoria paraguaya de 3 a 2 contra Escocia y otro gol en el empate contra Yugoslavia.

#### Participaciones en Copas del Mundo
| Mundial                        | Sede   | Resultado    | Partidos | Goles |
| ------------------------------ | ------ | ------------ | -------- | ----- |
| Copa Mundial de Fútbol de 1958 | Suecia | Primera fase | 3        | 2     |

#### Goles en la selección

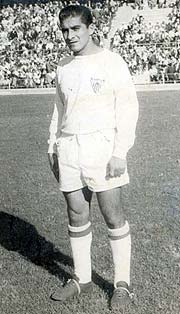
Juan Bautista Agüero con la camiseta del Sevilla F. C.

| Goles con la Selección de Paraguay | Goles con la Selección de Paraguay | Goles con la Selección de Paraguay | Goles con la Selección de Paraguay | Goles con la Selección de Paraguay | Goles con la Selección de Paraguay | Goles con la Selección de Paraguay | Goles con la Selección de Paraguay | Goles con la Selección de Paraguay |
| Resultados                         | Resultados                         | Resultados                         | Resultados                         | Lugar                              | Estadio                            | Fecha                              | Tipo                               | Goles                              |
| ---------------------------------- | ---------------------------------- | ---------------------------------- | ---------------------------------- | ---------------------------------- | ---------------------------------- | ---------------------------------- | ---------------------------------- | ---------------------------------- |
| Paraguay                           | 3                                  | 2                                  | Colombia                           | Bogotá                             | Estadio El Campín                  | 20 de junio de 1957                | Eliminatorias Sudamericanas 1958   | 1 gol                              |
| Paraguay                           | 5                                  | 0                                  | Uruguay                            | Asunción                           | Estadio Defensores del Chaco       | 14 de julio de 1957                | Eliminatorias Sudamericanas 1958   | 1 gol                              |
| Paraguay                           | 3                                  | 2                                  | Escocia                            | Norrköping                         | Estadio Iddrotsparken              | 11 de junio de 1958                | Copa del Mundo 1958                | 1 gol                              |
| Paraguay                           | 3                                  | 3                                  | Yugoslavia                         | Eskilstuna                         | Estadio Tunavallen                 | 15 de junio de 1958                | Copa del Mundo 1958                | 1 gol                              |

### Paso al fútbol europeo
Luego de su buen desempeño en el Mundial de Suecia, es fichado por el Sevilla FC para la temporada 1958/59. En este club jugó hasta la temporada 1964/65, disputando 134 partidos y marcando 39 goles.

Para la temporada 1965/66 Agüero es transferido al Real Madrid, pero una inoportuna lesión le impide mostrar toda su calidad en el equipo merengue.
A pesar de haber jugado solamente nueve partidos y marcado dos goles, se consagró campeón de la Copa de Europa con el Real Madrid en el año 1966.
En la temporada 1966/67 es transferido al Granada CF, equipo en el cual juega trece partidos y marca un gol.

## Palmarés

### Torneos nacionales
| Título                       | Club        | País     | Año  |
| ---------------------------- | ----------- | -------- | ---- |
| Primera División de Paraguay | Olimpia     | Paraguay | 1956 |
| Primera División de Paraguay | Olimpia     | Paraguay | 1957 |
| Primera División de Paraguay | Olimpia     | Paraguay | 1958 |
| Primera División de España   | Real Madrid | España   | 1966 |

### Torneos internacionales
| Título                      | Club        | País     | Sede     | Año  |
| --------------------------- | ----------- | -------- | -------- | ---- |
| Copa América                | Paraguay    | Paraguay | Uruguay  | 1959 |
| Copa de Campeones de Europa | Real Madrid | España   | Bruselas | 1966 |